# James H. White
James H. White (né en mars 1872 en Nouvelle-Écosse, au Canada et mort en 1944) est un producteur, directeur de la photographie, réalisateur et acteur canadien.

## Filmographie

### Comme producteur
- 1896 : Watermelon Contest
- 1896 : View from Gorge Railroad
- 1896 : Telephone Appointment
- 1896 : Steamer 'Rosedale'
- 1896 : Sidewalks of New York
- 1896 : Shooting the Chutes
- 1896 : Pat vs. Populist
- 1896 : Paterson Falls
- 1896 : Lucille Sturgis
- 1896 : Lone Fisherman
- 1896 : Irish Way of Discussing Politics
- 1896 : Interrupted Lover
- 1896 : Fourteenth and Broadway
- 1896 : Fatima's Coochee-Coochee Dance
- 1896 : Broadway at Post Office
- 1896 : Broadway at 14th Street
- 1896 : Bowling Green
- 1896 : Boat Rescue
- 1896 : The Bad Boy and the Gardener
- 1896 : Surf at Long Branch
- 1896 : A Morning Bath
- 1896 : The Burning Stable
- 1896 : A Morning Alarm
- 1896 : Black Diamond Express
- 1897 : The Little Reb
- 1897 : The First Sleigh-Ride
- 1897 : Fifth Avenue, New York
- 1897 : Buffalo Fire Department in Action
- 1897 : Sutro Baths, No. 2
- 1897 : Sutro Baths, No. 1
- 1897 : Surf at Monterey
- 1897 : Stanford University, California
- 1897 : S.S. 'Queen' Loading
- 1897 : S.S. 'Queen' Leaving Dock
- 1897 : S.S. 'Coptic' Sailing Away
- 1897 : S.S. 'Coptic' in the Harbor
- 1897 : S.S. 'Coptic' at Dock
- 1897 : Lurline Baths
- 1897 : Loading Baggage for Klondike
- 1897 : Lick Observatory, Mt. Hamilton, Cal.
- 1897 : Leander Sisters
- 1897 : Horses Loading for Klondike
- 1897 : Fishing Smacks
- 1897 : Fisherman's Wharf
- 1897 : First Avenue, Seattle, Washington, No. 8
- 1897 : Cupid and Psyche
- 1897 : Capsize of Lifeboat
- 1897 : Fast Mail, Northern Pacific Railroad
- 1898 : Wash Day in Mexico
- 1898 : Sunset Limited, Southern Pacific Ry.
- 1898 : South Spring Street, Los Angeles, Cal.
- 1898 : Union Iron Works
- 1898 : Parade of Chinese
- 1898 : Mount Tamalpais R.R., No. 2
- 1898 : Feeding Sea Gulls
- 1898 : Troop Ships for the Philippines
- 1899 : Tourists Going Round Yellowstone Park
- 1899 : Lower Falls, Grand Canyon, Yellowstone Park
- 1899 : Jones' Return from a Masquerade
- 1899 : Jones Interviews His Wife
- 1899 : Jones Gives a Private Supper
- 1899 : The Great Football Game Between Annapolis and West Point
- 1899 : Fun in Camp
- 1899 : Football Game Between Orange Athletic and Newark Athletic Clubs
- 1899 : The Diving Horse
- 1899 : Dewey Parade, 10th Pennsylvania Volunteers
- 1899 : Dewey Arch: Troops Passing Under Arch
- 1899 : Casey at the Bat
- 1899 : Admiral Dewey Leading Land Parade, No. 2
- 1899 : 104th Street Curve, New York, Elevated Railway
- 1899 : Rapids Below Suspension Bridge
- 1899 : Poker at Dawson City
- 1899 : Larks Behind the Scene
- 1899 : Three Acrobats
- 1899 : Jones Makes a Discovery
- 1899 : Bicycle Trick Riding, No. 2
- 1899 : Arabian Gun Twirler
- 1899 : A Wringing Good Joke
- 1899 : U.S. Cruiser 'Raleigh'
- 1899 : Tommy Atkins, Bobby and the Cook
- 1899 : Pilot Boats in New York Harbor
- 1899 : Morning Colors on U.S. Cruiser 'Raleigh'
- 1899 : Cripple Creek Bar-Room Scene
- 1899 : The Early Morning Attack
- 1899 : Colonel Funston Swimming the Baglag River
- 1899 : West Point Cadets
- 1899 : Police Boats and Pleasure Craft on Way to 'Olympia'
- 1899 : Panoramic View of Olympia in New York Harbor
- 1899 : Panorama at Grant's Tomb, Dewey Naval Procession
- 1899 : Flagship 'Olympia' and Cruiser 'New York' in Naval Parade
- 1899 : Battery K Siege Guns
- 1899 : Admiral Dewey's First Step on American Shore
- 1899 : Admiral Dewey Receiving the Washington and New York Committees
- 1899 : Admiral Dewey Passing Catholic Club Stand
- 1899 : Admiral Dewey Leading Land Parade
- 1899 : Admiral Dewey and Mayor Van Wyck Going Down Riverside Drive
- 1899 : Love and War
- 1899 : U.S. Cruiser 'Olympia' Leading Naval Parade
- 1899 : Trick Bears
- 1899 : Tenderloin at Night
- 1899 : The Astor Tramp
- 1900 : Why Mrs. Jones Got a Divorce
- 1900 : Why Jones Discharged His Clerks
- 1900 : U.S. Marines in Dewey Land Parade
- 1900 : Torpedo Boat 'Morris' Running
- 1900 : Swiss Village, No. 2
- 1900 : Sham Battle on Land by Cadets at Newport Naval Training School
- 1900 : Scene on the Boulevard de Capucines
- 1900 : Scene in the Swiss Village at Paris Exposition
- 1900 : Panoramic View of the Place de la Concorde
- 1900 : Panoramic View of the Champs Elysees
- 1900 : Panoramic View of Newport
- 1900 : Panorama of Gorge Railway
- 1900 : Panorama from the Moving Boardwalk
- 1900 : Palace of Electricity
- 1900 : Naval Sham Battle at Newport
- 1900 : Naval Apprentices at Sail Drill on Historic Ship 'Constellation'
- 1900 : Military Scenes at Newport, R.I.
- 1900 : Gymnasium Exercises and Drill at Newport Training School
- 1900 : Gun Drill by Naval Cadets at Newport Training School
- 1900 : Exploding a Whitehead Torpedo
- 1900 : Esplanade des Invalides
- 1900 : English Lancers Charging
- 1900 : Discharging a Whitehead Torpedo
- 1900 : Charge of the Boer Cavalry
- 1900 : Charge of Boer Cavalry
- 1900 : Capture of Boer Battery
- 1900 : Breaking of the Crowd at Military Review at Longchamps
- 1900 : Boer Comissary Train Treking
- 1900 : Battle of Mafeking
- 1900 : Capture of Boer Battery by British
- 1900 : Red Cross Ambulance on Battlefield
- 1900 : Boers Bringing in British Prisoners
- 1900 : Watermelon Contest
- 1900 : Street Scene at Place de la Concorde, Paris, France
- 1900 : A Storm at Sea
- 1900 : Scene from the Elevator Ascending Eiffel Tower
- 1900 : Panorama of the Moving Boardwalk
- 1900 : Eiffel Tower from Trocadero Palace
- 1900 : Champs-Élysées
- 1900 : Champ de Mars
- 1900 : Arrival of Train at Paris Exposition
- 1900 : Annual French Military Carousal
- 1900 : A Wringing Good Joke
- 1900 : Grandma and the Bad Boys

### Comme directeur de la photographie
- 1896 : The Morning Alarm
- 1896 : Lone Fisherman
- 1896 : Going to the Fire
- 1896 : Edison Drawn by 'World' Artist
- 1896 : Feeding the Doves
- 1898 : Eagle Dance, Pueblo Indians
- 1898 : S.S. 'Coptic' Running Against the Storm
- 1898 : S.S. 'Coptic' Lying To
- 1898 : S.S. 'Coptic'
- 1898 : Heaving the Log
- 1898 : Wharf Scene, Honolulu
- 1898 : Tourists Starting for Canton
- 1898 : Theatre Road, Yokohama
- 1898 : Street Scene in Yokohama, No. 2
- 1898 : Street Scene in Yokohama, No. 1
- 1898 : Street Scene in Hong Kong
- 1898 : S.S. 'Gaelic' at Nagasaki
- 1898 : S.S. 'Doric' in Mid-Ocean
- 1898 : S.S. 'Doric'
- 1898 : S.S. 'Coptic' Coaling
- 1898 : Sikh Artillery, Hong Kong
- 1898 : Shanghai Street Scene No. 2
- 1898 : Shanghai Street Scene No. 1
- 1898 : Shanghai Police
- 1898 : Landing Wharf at Canton
- 1898 : Kanakas Diving for Money (Honolulu), No. 2
- 1898 : Kanakas Diving for Money (Honolulu), No. 1
- 1898 : Japanese Sampans
- 1898 : Honolulu Street Scene
- 1898 : Hong Kong Wharf Scene
- 1898 : Hong Kong Regiment, No. 2
- 1898 : Hong Kong Regiment, No. 1
- 1898 : Arrival of Tokyo Train
- 1898 : S.S. 'Coptic' Running Before a Gale
- 1900 : Gymnasium Exercises and Drill at Newport Training School
- 1900 : Gun Drill by Naval Cadets at Newport Training School
- 1900 : Capture of Boer Battery by British
- 1900 : Watermelon Contest
- 1901 : Panorama of Esplanade by Night
- 1901 : Moki Snake Dance by Walpapi Indians
- 1901 : The March of Prayer and Entrance of the Dancers
- 1901 : Carrying Out the Snakes
- 1902 : Prince Henry (of Prussia) Arriving in Washington and Visiting the German Embassy
- 1902 : 'Kronprinz Wilhelm' with Prince Henry (of Prussia) on Board Arriving in New York
- 1902 : Sailing of the 'Deutschland' with Prince Henry (of Prussia) on Board
- 1902 : Prince Henry (of Prussia) Reviewing the Cadets at West Point
- 1902 : Prince Henry (of Prussia) at Niagara Falls
- 1902 : Prince Henry (of Prussia) at Lincoln's Monument, Chicago, Ill.
- 1902 : Prince Henry (of Prussia) Arriving at West Point

### Comme réalisateur
- 1896 : Watermelon Contest
- 1896 : A Morning Bath
- 1896 : The Burning Stable
- 1896 : Mounted Police Charge
- 1896 : The Runaway in the Park
- 1896 : Rapids at Cave of the Winds
- 1896 : Black Diamond Express
- 1897 : The First Sleigh-Ride
- 1897 : Fifth Avenue, New York
- 1897 : Water Fall in the Catskills
- 1897 : Sheep Run, Chicago Stockyards
- 1897 : Philadelphia Express, Jersey Central Railway
- 1897 : Buffalo Police on Parade
- 1897 : Return of Lifeboat
- 1897 : Lick Observatory, Mt. Hamilton, Cal.
- 1897 : Hotel del Monte
- 1898 : Going Through the Tunnel
- 1898 : California Orange Groves, Panoramic View
- 1898 : Troop Ships for the Philippines
- 1898 : Wharf Scene, Honolulu
- 1898 : Hong Kong Wharf Scene
- 1898 : The 'Massachusetts,' Naval Parade
- 1898 : The 'Glen Island,' Accompanying Parade
- 1899 : Jones' Return from the Club
- 1899 : Advance of Kansas Volunteers at Caloocan
- 1899 : Shoot the Chutes Series
- 1899 : The Astor Tramp
- 1900 : Why Mrs. Jones Got a Divorce
- 1900 : Panorama of Paris Exposition, from the Seine
- 1900 : Panorama of Eiffel Tower
- 1900 : Palace of Electricity
- 1900 : Naval Apprentices at Sail Drill on Historic Ship 'Constellation'
- 1900 : Capture of Boer Battery by British
- 1900 : New Black Diamond Express
- 1900 : Watermelon Contest
- 1900 : Panorama of Place de l'Opéra
- 1901 : Ostrich Farms at Pasadena
- 1901 : Love in a Hammock
- 1901 : Opening of the Pan-American Exposition Showing Vice President Roosevelt Leading the Procession
- 1901 : President McKinley Reviewing the Troops at the Pan-American Exposition
- 1902 : Panoramic View Near Mt. Golden on the Canadian Pacific R. R.

### Comme acteur
- 1899 : Jones' Return from the Club
- 1899 : Jones' Interrupted Sleighride
- 1899 : Jones and His Pal in Trouble
- 1899 : Jones Makes a Discovery